# Daman i Diu

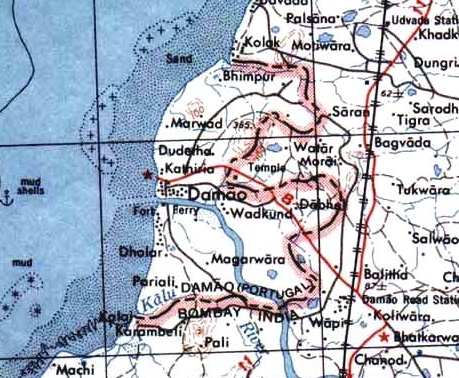
Daman na mapie z 1956

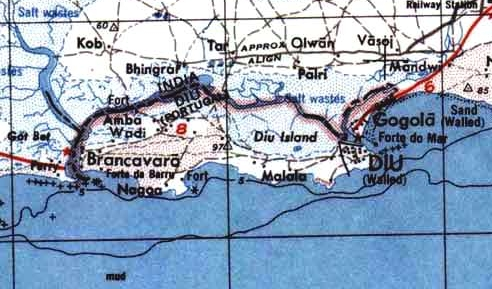
Diu na mapie z 1956

Daman i Diu (hindi दमन और दीव, trb.: Daman aur Diw, trl.: Daman aur Dīv; gudźarati દમણ અને દિયૂ, trl.: Damaṇ ane Diyū; ang. Daman and Diu; hist. nazwa port. Damão e Diu) – terytorium związkowe w Indiach istniejące w latach 1987–2020, położone nad Morzem Arabskim. Terytorium powstało w 1987 roku w wyniku podziału terytorium związkowego Goa, Daman i Diu na stan Goa i terytorium związkowe Daman i Diu.
26 stycznia 2020 roku połączone wraz z terytorium Dadra i Nagarhaweli w nową jednostkę administracyjną Dadra, Nagarhaweli, Daman i Diu.
W skład terytorium wchodziły dwa dystrykty:
- Daman
- Diu